# Garibaldi (famiglia)

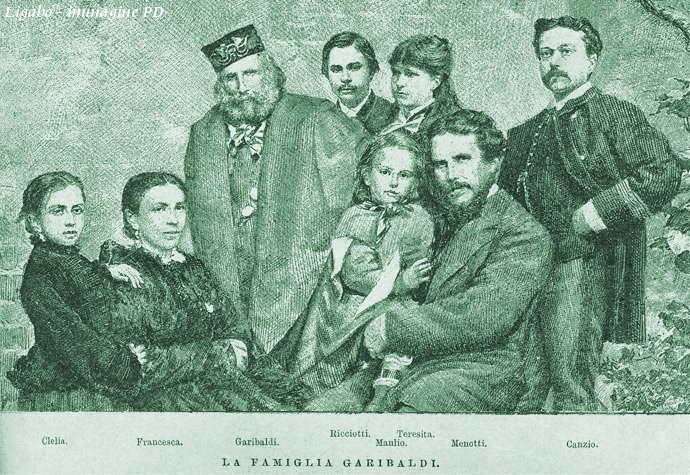
La famiglia di Giuseppe Garibaldi nel 1878 a Caprera.

I Garibaldi furono un'importante famiglia ligure, di cui l'esponente più conosciuto è Giuseppe Garibaldi, l'eroe dei due mondi.
La Val Graveglia, che abbraccia tutto il territorio del Comune di Ne, si ritiene la “culla dei Garibaldi”. Intere frazioni sono intrecciate di famiglie che hanno il cognome Garibaldi. Garibaldi, anche nella variante Giribaldi, sono presenti anche a Imperia.

## Origini
Il cognome Garibaldi sembra abbia origine ligure, deriva dal nome longobardo Garibaldus, dal germanico Haribald, (che significa audace con la lancia) italianizzato in Garibaldo, Garibaldi, Gariboldo .

### Leggende
Alcune leggende fanno risalire la famiglia a un certo Gardebaldo conquistatore tedesco in Lombardia, o dal Longobardo Garibaldo duca di Torino o a Paolo di Garibaldo uomo d'armi e capitano delle genti di Borgolungo, oggi Chiavari.
Una leggenda rimanda direttamente l'origine della famiglia Garibaldi al sovrano longobardo Garibaldo, che regnò per pochi mesi nel 671. Nella Historia Langobardorum, Paolo Diacono racconta che Garibaldo dopo essere succeduto fanciullo al padre Grimoaldo fu detronizzato da Pertarito e cacciato da Pavia. Gli storici (come Charles Le Beau, Claude Fleury e Ludovico Antonio Muratori) non aggiunsero altre informazioni al riguardo.
Luigi Biagio Tiscornia e Celestino Brusco aggiungono molto dopo alcuni particolari sulla leggenda: il ragazzo fuggì con la madre Ariperta, giungendo nella val Graveglia vicino a Pòntori (comune di Ne, provincia di Genova), dando poi origine alla stirpe dei Garibaldi. La valle stessa era chiamata fino al 1805 Territorio di Garibaldo. Prove di tale racconto si riscontrerebbero in una lapide affissa nella chiesa di sant'Antonio di Pòntori:
In realtà dietro a tale racconto si celava Carlo Garibaldi (1756-1823), che grazie allo scritto di Paolo Diacono da cui prese spunto, cercò di dare sfoggio di un'ascendenza tanto prestigiosa elaborando tale racconto, compreso il nome della madre del re longobardo.

## Storia familiare

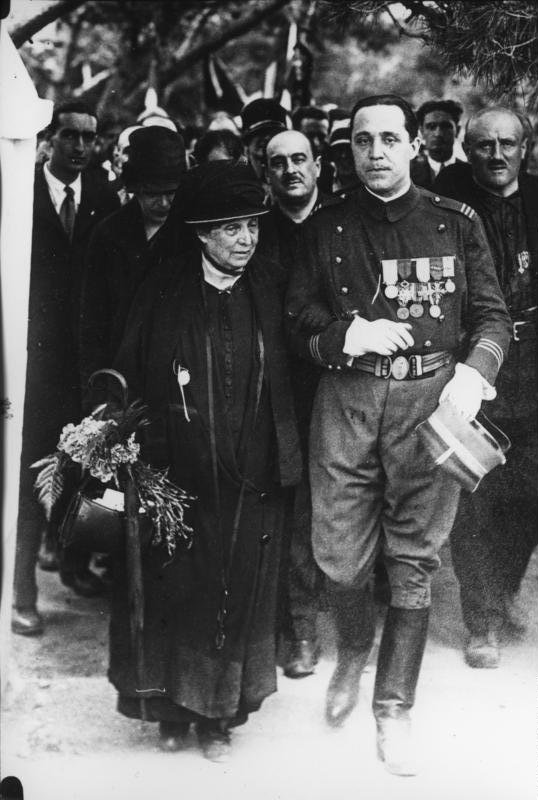
Ezio Garibaldi con sua madre Costance Hopcraft Garibaldi

Al di là delle leggende, non si riesce a rintracciare la genealogia dei Garibaldi se non fino a un certo Angelo Garibaldi (1670-1749). Presso gli archivi della Parrocchia “Garibaldo” di Ne, l'atto di battesimo del 10 gennaio 1741 Angelo Maria Garibaldo, figlio dei coniugi Domenico e Giulia Riceto, nato in San Biagio della Cima il 9 gennaio 1741.
A Chiavari nel 1766 nasce Domenico che nel 1770 con la famiglia si trasferisce a Nizza. Domenico divenne piccolo proprietario di cabotaggio e nel 1794 si sposò con Maria Rosa Nicoletta Raimondi, ligure di Loano. I due ebbero sei bambini: Maria Elisabetta, Angelo, Giuseppe, Michele, Felice e Teresa morta in tenera età.
Di questi Angelo divenne marinaio quindi commerciante a New York, sarà console del Regno di Sardegna a Filadelfia, Michele fu capitano marittimo e si sposò ma non ebbe figli, Felice divenne rappresentante della compagnia Avigdor a Bari dal 1835 e nel 1851 comprò un oleificio a Bitonto dove si attivò nella produzione e nella vendita su scala europea dell'olio pugliese. Nessuno di loro arrivò alla vecchia età.
Solo Giuseppe, l'eroe dei due Mondi, arrivò a 74 anni dando con la sua prole continuità alla famiglia. Ancora oggi vivono i discendenti del Condottiero nizzardo.